# Blaze (houseact)
Blaze is een Amerikaanse house- en deephouseact uit New Jersey bestaande uit Kevin Hedge en Josh Milan. Aanvankelijk maakte ook Chris Herbert deel uit van de groep. Blaze maakt house met een grote invloed vanuit gospel en soul. De groep werd opgericht in 1984 en is daarmee een van de oudste nog actieve houseacts. Blaze is het meest bekend van de platen My beat en Most precious love. De groep zit eveneens achter de hit Hideaway van De'Lacy. 

## Geschiedenis
Blaze werd in 1984 opgericht. De bindende factor was aanvankelijk Christ Herbert. Hij was een jeugdvriend van Kevin Hedge en kende Josh Milan uit een kerkkoor. Het trio debuteerde met Yearnin (1985), wat een mix was van diverse dansbare muziekstijlen. In de jaren daarop verschoven ze richting housemuziek, mede door de invloed van de populaire lokale dj Tony Humphries. De groep kwam onder de aandacht door een remix van People hold on (1989) door Coldcut. Dat leverde een platencontract op met Motown. Daarop verscheen 25 Years Later (1990). Hiervoor werd een grote hoeveelheid vocalisten gebruikt, waaronder Jocelyn Brown. Het album flopte echter en Blaze werd door Motown weer op straat gezet. In 1991 verliet Chris Herbert de groep omdat zijn ambities meer in de richting van r&b lagen. Milan en Hedge gingen verder, al stond Blaze de eerste jaren op een lager pitje. Er werden parallel aan Blaze andere projecten gestart zoals Black Rascals en Funky People. Voorts richtten ze een eigen club op. In 1995 produceerden ze de houseklassieker Hideaway van het groepje De'Lacy. Dit nummer bereikte de top 10 in de UK hoewel dat niet het origineel was maar de remix van Deep Dish.
In 1997 maakte Blaze zijn comeback met het deephouse-album Basic Blaze. Daarvan werd de single Lovelee Dae door veel dj's opgepikt door verschillende bewerkingen van onder andere The Beloved en Alter Ego. Op het Basic Blaze stond ook de single My Beat. Deze kwam in 2001 weer onder de aandacht door verschillende nieuwe remixes. Ze werkten ook aan het album New Life (1999) van Ruffneck featuring Yavahn. In 2001 maakten ze het album Natural Blaze als James Toney Jr. Project. Als Blaze werd in 2002 Spiritually Speaking uitgebracht. Hierop werkten ze samen met discozanger Philip Bailey. Vervolgens nam Blaze het initiatief voor Underground Dance Artists United For Life, een collectief van producers en vocalisten. Hierbij waren onder andere Ultra Nate, Barbara Tucker en Byron Stingily betrokken. Hiermee werd het album Keep Hope Alive (2004) gemaakt. In 2005 had Blaze opnieuw een clubhit met het nummer Most Precious Love dat gezongen werd door Barbara Tucker. Sinds 2007 zijn ze betrokken bij het project The EOL band van Louie Vega. Daarvan verscheen in 2013 het album Eclipse. In 2018 werkte Blaze samen met de Britse houseact Full Intention en maakte daarmee het nummer Be Yourself.

## Discografie
- Blaze - 25 years later 1990
- Blaze - Basic Blaze 1997
- James Toney Jr. Project - Natural Blaze 2001
- Blaze - Spiritually Speaking 2002
- Underground Dance Artists United For Life - Keep Hope Alive 2004
- Blaze – The Instrumentals Project 2004